# Valea Sălciilor, Buzău
Valea Sălciilor (în trecut, Miluiți) este un sat în comuna Tisău din județul Buzău, Muntenia, România. Se află în depresiunea Nișcov, în vestul județului, în Subcarpații de Curbură.